# Режевской муниципальный округ
Режевско́й городско́й о́круг — муниципальное образование в Свердловской области России. Относится к Восточному управленческому округу.
Административный центр — город Реж.
С точки зрения административно-территориального устройства области, городской округ находится в границах административно-территориальной единицы Режевской район.
С 1 января 2025 года имеет статус муниципального округа.

## География
Расположен в центральной части Свердловской области. Муниципальные образования, с которыми граничит Режевской городской округ:
- Горноуральский городской округ,
- муниципальное образование город Алапаевск,
- муниципальное образование Алапаевское,
- Артёмовский городской округ,
- Асбестовский городской округ,
- Берёзовский городской округ,
- городской округ Верхняя Пышма,
- Невьянский городской округ.

Основная водная артерия округа: река Реж, давшая название городу, который расположен в её излучине, от которого в свою очередь получил название городской округ. Площадь округа 193 995 га.

## История
27 февраля 1924 года в составе Свердловского округа Уральской области был образован Режевский район. В него вошли территории бывших Режевской, Глинской, Липовской и Черемисской волостей Екатеринбургского уезда Екатеринбургской губернии. В 1934 году район вошёл в состав Свердловской области. В 1963 году Реж стал городом областного подчинения.
17 декабря 1995 года по итогам местного референдума на территории города Режа и Режевского района было создано муниципальное образование Режевский район.
10 ноября 1996 года муниципальное образование было включено в областной реестр.
31 декабря 1997 года рабочий посёлок Озёрный был преобразован в сельский населённый пункт.
31 декабря 2004 года Режевский район как муниципальное образование был преобразован в городской округ. Город Реж, ранее относившийся к городам областного подчинения, был включён в состав соответствующего административно-территориального района.
1 января 2006 года муниципальное образование Режевский район было переименовано в Режевской городской округ.
В рамках административно-территориального устройства области, административно-территориальная единица Режевский район продолжает существовать.

## Население
| 2002    | 2009    | 2010    | 2011    | 2012    | 2013    | 2014    |
| ------- | ------- | ------- | ------- | ------- | ------- | ------- |
| 10 656  | ↘10 267 | ↗48 435 | ↘48 400 | ↘48 220 | ↘47 951 | ↗47 993 |
| 2015    | 2016    | 2017    | 2018    | 2019    | 2020    | 2021    |
| ↗48 001 | ↘47 817 | ↘47 730 | ↘47 502 | ↘47 119 | ↘47 114 | ↘45 782 |
| 2023    |         |         |         |         |         |         |
| ↘45 362 |         |         |         |         |         |         |

### Урбанизация
В городских условиях (город Реж) проживают 79,86 % населения района.

## Состав
В состав Режевского городского округа и района входит 31 населённый пункт. При этом в рамках городского округа они разделены между 8 территориальными управлениями.
Режевской район до 1 октября 2017 года включал 10 административно-территориальных единиц: 1 город районного подчинения и 9 сельских советов.
| №  | Населённый пункт | Тип населённого пункта        | Население | Территориальное управление городского округа | Административно- территориальная единица Режевского района |
| -- | ---------------- | ----------------------------- | --------- | -------------------------------------------- | ---------------------------------------------------------- |
| 1  | Арамашка         | село                          | ↘661      | ТУ по селу Арамашка                          | Арамашковский сельсовет                                    |
| 2  | Воронино         | деревня                       | ↗49       | ТУ по селу Черемисское                       | Черемисский сельсовет                                      |
| 3  | Глинское         | село                          | ↘1073     | ТУ по селу Глинское                          | Глинский сельсовет                                         |
| 4  | Глухарёво        | деревня                       | ↗49       | ТУ по селу Липовское                         | Липовский сельсовет                                        |
| 5  | Голендухино      | деревня                       | ↗343      | ТУ по селу Глинское                          | Глинский сельсовет                                         |
| 6  | Гурино           | деревня                       | ↗4        | ТУ по селу Клевакинское                      | Клевакинский сельсовет                                     |
| 7  | Жуково           | деревня                       | ↘42       | ТУ по селу Арамашка                          | Арамашковский сельсовет                                    |
| 8  | Каменка          | село                          | ↘211      | ТУ по селу Клевакинское                      | Клевакинский сельсовет                                     |
| 9  | Клевакинское     | село                          | ↘1022     | ТУ по селу Клевакинское                      | Клевакинский сельсовет                                     |
| 10 | Колташи          | деревня                       | ↗172      | ТУ по селу Черемисское                       | Черемисский сельсовет                                      |
| 11 | Костоусово       | посёлок                       | ↘170      | ТУ по посёлку Озёрный                        | Костоусовский сельсовет                                    |
| 12 | Крутиха          | посёлок                       | ↘38       | ТУ по посёлку Озёрный                        | Костоусовский сельсовет                                    |
| 13 | Кучки            | деревня                       | ↗3        |                                              | Липовский сельсовет                                        |
| 14 | Ленёвское        | село                          | ↘472      | ТУ по селу Леневское                         | Леневский сельсовет                                        |
| 15 | Липовка          | посёлок                       | ↘62       | ТУ по селу Липовское                         | Липовский сельсовет                                        |
| 16 | Липовское        | село                          | ↗1148     | ТУ по селу Липовское                         | Липовский сельсовет                                        |
| 17 | Мостовая         | деревня                       | ↘21       | ТУ по селу Липовское                         | Липовский сельсовет                                        |
| 18 | Новые Кривки     | деревня                       | ↘10       | ТУ по селу Леневское                         | Леневский сельсовет                                        |
| 19 | Озёрный          | посёлок                       | ↘634      | ТУ по посёлку Озёрный                        | Озёрный сельсовет                                          |
| 20 | Октябрьское      | село                          | ↘310      | ТУ по селу Черемисское                       | Черемисский сельсовет                                      |
| 21 | Останино         | село                          | ↘725      | ТУ по деревне Останино                       | Останинский сельсовет                                      |
| 22 | Ощепково         | деревня                       | ↗216      | ТУ по селу Глинское                          | Глинский сельсовет                                         |
| 23 | Першино          | село                          | ↗132      | ТУ по селу Глинское                          | Глинский сельсовет                                         |
| 24 | Реж              | город, административный центр | ↘36 226   |                                              | город Реж                                                  |
| 25 | Соколово         | деревня                       | ↘28       | ТУ по селу Липовское                         | Липовский сельсовет                                        |
| 26 | Сохарёво         | деревня                       | ↘122      | ТУ по селу Арамашка                          | Арамашковский сельсовет                                    |
| 27 | Спартак          | посёлок                       | →0        | ТУ по селу Глинское                          | Глинский сельсовет                                         |
| 28 | Точильный Ключ   | село                          | ↗11       | ТУ по селу Клевакинское                      | Клевакинский сельсовет                                     |
| 29 | Фирсово          | село                          | ↘120      | ТУ по селу Липовское                         | Липовский сельсовет                                        |
| 30 | Чепчугово        | деревня                       | ↗25       | ТУ по селу Глинское                          | Глинский сельсовет                                         |
| 31 | Черемисское      | село                          | ↘1388     | ТУ по селу Черемисское                       | Черемисский сельсовет                                      |

## Экологическая ситуация

### Загрязнение атмосферы
По данным управления Федеральной службы государственной статистики по Свердловской и Курганской областям, в 2017 году от стационарных источников Режевского ГО было выброшено в атмосферный воздух 5,2 тыс. т загрязняющих веществ, что составило 0,6 % от суммарного выброса по Свердловской области. Основной вклад в загрязнение атмосферного воздуха вносили предприятия по производству цветных металлов, производству и распределению электроэнергии, газа и воды, обработке древесины и производству изделий из дерева.
Основными источниками выбросов загрязняющих веществ в атмосферный воздух в Режевском ГО являются АО «Производственное объединение «Режникель» 34,2 тыс.т и АО «Сафьяновская медь» 0,7 тыс.т. Динамика выбросов загрязняющих веществ в атмосферный воздух от стационарных источников в Режевском ГО представлена в таблице.
| Название предприятия             | Объём выбросов (тыс.т.) | Объём выбросов (тыс.т.) | Объём выбросов (тыс.т.) |
| Название предприятия             | 2016 год                | 2017 год                | 2018 год                |
| Режевской городской округ, всего | 37,9                    | 5,2                     | 3,95                    |
| в том числе АО «ПО «Режникель»   | 34,2                    | -                       | -                       |
| АО «Сафьяновская медь»           | 0,7                     | 0,65                    | 0,36                    |

В 2018 году по сравнению с 2017 годом увеличили выбросы загрязняющих веществ в атмосферный воздух АО «Сафьяновская медь»  на 0,29 тыс. т (на 44,6 %) в связи с исключением выбросов передвижных источников.

### Качество атмосферного воздуха
По данным Министерства природных ресурсов и экологии Российской Федерации за период измерений в 2016 году в районе расположения станции превышения нормативов отмечались по диоксиду серы, диоксиду азота и оксиду углерода. За период измерений в 2017 году в районе расположения станции превышения нормативов отмечались по диоксиду серы и диоксиду азота. За период измерений в 2018 году в районе расположения станции превышения нормативов содержания загрязняющих веществ в атмосферном воздухе отмечались по диоксиду азота и пыли мелкодисперсной.

### Качество почв
Почвы города Режа в 2018 году наиболее загрязнены кадмием, никелем, хромом и кобальтом. Почвы суглинистые и имеют нейтральную среду. Суммарный индекс загрязнения почв металлами в городе Реже по кадмию, никелю, хрому, кобальту, цинку и свинцу соответствует опасной категории загрязнения.

### Отходы
По данным Свердловского областного кадастра отходов производства и потребления, 61 хозяйствующим субъектом Режевского ГО за 2017 год образовано 1501,92 тыс. т. отходов производства и
потребления, из них отходов I-IV классов опасности 29,55 тыс. т., в том числе I класса опасности <0,001 тыс. т; II класса опасности 0,003 тыс. т.; III класса опасности 0,1 тыс. т; IV класса опасности 29,4 тыс. т. Наличие отходов производства и потребления на территории Режевского ГО на конец 2017 г. составило 72,94 млн т., с учётом 0,003 млн т. отходов на объекте размещения отходов, для которого эксплуатирующая организация не определена, и объектах размещения отходов, по которым не представлен в установленные сроки технический отчет за 2017 г.
Наибольшее количество отходов образовано АО «Сафьяновская медь»: 1433,33 тыс. т, из них, 1191,91 тыс. т.  скальные вскрышные породы силикатные практически неопасные, 240,9 тыс. т. вмещающая (пустая) порода при добыче медноколчеданных руд V класса опасности; и ЗАО «Режевской щебеночный завод»: 26,83 тыс. т. скальные вскрышные породы кремнистые практически неопасные.
На территории Режевского ГО зарегистрированы 16 объектов размещения отходов, из них 1 объект размещения коммунальных отходов, для которого эксплуатирующая организация не определена.
Общая площадь объектов размещения отходов 235,23 га. В Государственный реестр объектов размещения отходов включены 5 объектов размещения отходов.

### Водные системы
На долю Режевского ГО приходится от 3,79 млн м³ до 4,68 млн м³. использованной воды (0,6 % воды от общего использования воды Свердловской областью). Наиболее крупным водопользователем является МУП «Реж-Водоканал». Основной вклад в загрязнение водных объектов вносит МУП «Реж-Водоканал» 3,1 млн м³ в 2017 году.
На территории Режевского ГО действуют 5 комплексов очистных сооружений (биологической очистки 2, физико-химической очистки 1, механической очистки 2) суммарной проектной мощностью 7,5 млн м³/год. Фактический объём сточных вод, поступивших в поверхностные водные объекты после очистных сооружений, составил 3,6 млн м³. Нормативную очистку сточных вод обеспечивает одно очистное сооружение физико-химической очистки АО «Сафьяновская медь» проектной мощностью 1,13 млн м³/год.